# Combating Terrorism Center
Das Combating Terrorism Center (CTC) ist ein Antiterrorismuszentrum in der United States Military Academy (USMA) in West Point, New York, USA. Es beschäftigt sich mit Terrorismus, dem Kampf gegen Terrorismus, innerer Sicherheit und internen Konflikten. Das Institut wurde 2003 mit privatem Kapital gegründet und untersteht nun der Abteilung für Sozialwissenschaften der USMA. Zu seinen Publikationen zählt der Militant Ideology Atlas, herausgegeben von William McCants und der monatlich publizierte CTC Sentinel (Chefredaktor: Paul Cruickshank), laut The Atlantic „eine führende praxisorientierte Fachzeitschrift zu Fragen des Terrorismus und der Terrorismusbekämpfung“.